# Batalla de Settepozzi
La Batalla de Settepozzi fue librada en algún momento entre mayo o julio de 1263 en Settepozzi (el nombre italiano para Spetses) entre una flota genovesa-bizantina y una pequeña flota veneciana. La resultante victoria veneciana tuvo importantes repercusiones políticas, ya que los bizantinos se distanciaron de su alianza con Génova y restauraron sus relaciones con Venecia.